# ISO 19125-2
Lo standard ISO19125-2 - Accesso a entità geometriche semplici (Simple feature) - Parte 2: Opzioni SQL fa parte degli standard prodotti da ISO/TC211 e definisce uno schema SQL che consente la memorizzazione, la ricerca, l'interrogazione e l'aggiornamento di raccolte di entità geospaziali semplici attraverso l'interfaccia per il richiamo di SQL (SQL/CLI Call Level Interface) (ISO/IEC 9075-3:1999).
La parte 2 introduce un'architettura per la costruzione delle tabelle delle entità. Essa definisce i termini da usare all'interno dell'architettura. Essa definisce un profilo per entità semplici per la UNI EN ISO 19107 "Informazioni geospaziali - Schema spaziale".Essa definisce un insieme di tipi relativi alla geometria con funzioni SQL ad essi associate.I tipi per la geometria e le funzioni definite in questa parte costituiscono un profilo della ISO 13249-3 "Tecnologia per l'informazione - Linguaggi per basi di dati - Pacchetti SQL multimediali e applicazioni - Parte 3: Spaziali".Essa definisce inoltre:a) i nomi e le definizioni geometriche dei tipi SQL per la geometria;b) i nomi, le firme e le definizioni geometriche delle funzioni SQL per la geometria.
La norma italiana UNI-EN-ISO19125-2 è la versione ufficiale in lingua inglese della norma europea EN ISO 19125-2 (edizione 2006).